# 前川淳 (脚本家)
前川 淳（まえかわ あつし、1964年7月7日 - ）は、脚本家。神奈川県横浜市生まれ。シナリオ・センター出身。日本脚本家連盟理事。
父親は宇宙物理学者で横浜天文研究会を創立した前川光。

## 来歴
1995年の『ドラゴンボールZ』第257話「特訓成功!!これで終りだ魔人ブウ」で脚本家としてデビュー。主に子供向けアニメを中心的に活動しているが、近年は深夜アニメのシリーズ構成も手がけるようになる。代表作は『デジモンアドベンチャー』、『魔法戦隊マジレンジャー』､『フレッシュプリキュア!』、『ボンバーマンジェッターズ』、『HUNTER×HUNTER』など。娘は声優の前川涼子。
2015年以降、『터닝메카드（邦題:ターニングメカード）』での構成を経て玩具の販売を前提とした韓国アニメにも関わるようになった。

## 作品リスト

### テレビアニメ
※太字はシリーズ構成も担当。
- ドラゴンボールZ（1995年 - 1996年）
- ドラゴンボールGT（1996年 - 1997年）
- 美少女戦士セーラームーンセーラースターズ（1996年 - 1997年）
- ドクタースランプ（1997年 - 1999年）
- おジャ魔女どれみ（1999年 - 2000年）
- デジモンアドベンチャー（1999年 - 2000年）
- デジモンアドベンチャー02（2000年 - 2001年）
- メダロット魂（2000年 - 2001年）
- デジモンテイマーズ（2001年 - 2002年）
- Dr.リンにきいてみて!（2001年 - 2002年）
- ボンバーマンジェッターズ（2002年 - 2003年）※第14話では声優としても出演
- 遊☆戯☆王デュエルモンスターズ（2002年 - 2004年）
- GetBackers-奪還屋-（2002年 - 2003年）
- テニスの王子様（2003年 - 2005年）[3]
- なるたる（2003年）
- 遊☆戯☆王デュエルモンスターズGX（2004年 - 2008年）
- ルパン三世 天使の策略 〜夢のカケラは殺しの香り〜（2005年）
- アイシールド21（2005年 - 2008年）
- capeta（2005年 - 2006年）
- 遊☆戯☆王デュエルモンスターズALEX（2006年）（アメリカ）
- おねがいマイメロディ 〜くるくるシャッフル!〜（2006年 - 2007年）
- 古代王者 恐竜キング Dキッズ・アドベンチャー（2007年 - 2008年）
- 爆丸バトルブローラーズ（2007年 - 2008年）
- ウエルベールの物語 〜Sisters of Wellber〜（2007年）
- ドラゴノーツ -ザ・レゾナンス-（2007年 - 2008年）※ストーリーコンセプト（第1話 - 第16話）
- ウエルベールの物語 〜Sisters of Wellber〜 第二幕（2008年）
- 古代王者 恐竜キング Dキッズ・アドベンチャー 翼竜伝説（2008年）
- フレッシュプリキュア!（2009年）
- ルパン三世VS名探偵コナン（2009年）[4]
- ジュエルペット（2009年）
- 爆丸バトルブローラーズ ニューヴェストロイア（2010年 - 2011年）
- 爆丸バトルブローラーズ ガンダリアンインベーダーズ（2011年）
- 名探偵コナン（2011年 - 2014年）
- HUNTER×HUNTER（第2作）（2011年 - 2014年）
- メガネブ!（2013年）
- ドラゴンコレクション（2014年）
- ターニングメカード/ターニングメカードW（2015年）※構成、Atsushi名義（韓国）
- 電波教師（2015年）※シリーズ構成
- 遊☆戯☆王ARC-V（2016年 - 2017年）
- 遊☆戯☆王VRAINS（2017年 - 2019年）
- 中間管理録トネガワ（2018年）
- パシャメカード（2019年）※構成、Atsushi名義（韓国）
- 放課後さいころ倶楽部（2019年）
- りばあす（2020年）
- 新テニスの王子様 U-17 WORLD CUP（2022年）
- チャージング・トップスピナー/チャージング・トップスピナー BX（2023年）※構成、Atsushi名義（韓国）
- 異世界ゆるり紀行 〜子育てしながら冒険者します〜（2024年）
- 新テニスの王子様 U-17 WORLD CUP SEMIFINAL (2024年）

### 劇場アニメ
- デジモンアドベンチャー3D デジモングランプリ!（2000年）
- 劇場版 テニスの王子様 二人のサムライ The First Game（2005年）
- 映画 フレッシュプリキュア! おもちゃの国は秘密がいっぱい!?（2009年）
- ルパン三世VS名探偵コナン THE MOVIE（2013年）[5]
- ターニングメカードW ブラックミラーの復活（2017年）※ATSUSHI名義（韓国）

### テレビドラマ
- 笑ゥせぇるすまん（1999年）
- モナリザの微笑（2000年）
- 京都潜入捜査官 THE SLIPPERS（2000年）
- 東京ゴースト・トリップ（2008年）

### 映画
- 魔法戦隊マジレンジャー THE MOVIE インフェルシアの花嫁（2005年）

### オリジナルビデオ
- 爆竜戦隊アバレンジャーVSハリケンジャー（2004年）
- エア・ギア 黒の羽と眠りの森（2010年）
- 新テニスの王子様（2012年 - 2013年）

### 特撮
- 仮面天使ロゼッタ（1998年）
- 千年王国III銃士ヴァニーナイツ（1999年）
- ウルトラマンコスモス（2001年 - 2002年）
- 忍風戦隊ハリケンジャー（2002年 - 2003年）
- 爆竜戦隊アバレンジャー（2003年 - 2004年）
- 魔法戦隊マジレンジャー（2005年 - 2006年）※メインライター

### 小説
- 小説 フレッシュプリキュア！（2016年、講談社キャラクター文庫〈講談社〉）

### 漫画原作
- アサシンズラビリンス〜殺し屋迷宮〜（『月刊チャンピオンRED』〈秋田書店〉2022年4月号 - 2024年4月号、漫画：嶋星光壱）